# Annika Bengtzon: El testamento del Nobel
Annika Bengtzon: El testamento del Nobel (en sueco: Annika Bengtzon: Nobels testamente; en inglés: Annika Bengtzon: Nobel's Last Will), es una película sueca estrenada el 2 de marzo de 2012 dirigida por Peter Flinth.
La película es la primera entrega de la franquicia de la serie de películas Annika Bengtzon.
Basada en el personaje ficticio de la periodista Annika Bengtzon, protagonista de varias novelas de la escritora sueca Liza Marklund.

## Sinopsis
Mientras se encuentra cubriendo el Banquete del Premio Nobel anual, la reportera Annika Bengtzon es testigo de un intento de asesinato de un laureado premiado y el asesinato de un científico, poco después de lo sucedido un grupo terrorista de Alemania se adjudica el hecho. 
Cuando Annika investiga más sobre los acontecimientos que rodearon los crímenes esa noche, comienza a darse cuenta de que no todo es lo que parece.

## Personajes

### Personajes principales
| Actor            | Personaje         | Ocupación                                  |
| ---------------- | ----------------- | ------------------------------------------ |
| Malin Crépin     | Annika Bengtzon   | Periodista de Crímenes del "Kvällspressen" |
| Erik Johansson   | Patrik Nilsson    | Reportero de Crímenes del "Kvällspressen"  |
| Leif Andrée      | Spiken            | Director de Noticias del "Kvällspressen"   |
| Björn Kjellman   | Anders Schyman    | Jefe de Redacción del "Kvällspressen"      |
| Kajsa Ernst      | Berit Hamrin      | Periodista de Crímenes del "Kvällspressen" |
| Richard Ulfsäter | Thomas Samuelsson | Esposo de Annika                           |
| Felix Engström   | Q                 | -                                          |

### Personajes secundarios
| Actor                    | Personaje            | Ocupación                             |
| ------------------------ | -------------------- | ------------------------------------- |
| Antje Traue              | Kitten               | -                                     |
| Per Graffman             | Bernhard Thorell     | -                                     |
| Maria Langhammer         | Birgitta Larsén      | -                                     |
| Björn Granath            | Ernst Ericsson       | -                                     |
| Anna von Rosen           | Caroline von Behring | Presidenta del Comité del Nobel       |
| Karl Linnertorp          | Johan Isaksson       | -                                     |
| Pia Johansson            | Kinna Widell         | -                                     |
| Saga Gärde               | Maria Douglas        | -                                     |
| Jackie Jakubowski        | Aaron Wiesel         | -                                     |
| Johan Holmberg           | Sören Hammarström    | -                                     |
| Elvira Franzén           | Ellen                | Hija de Annika y Thomas               |
| Edvin Ryding             | Kalle                | Hijo de Annika y Thomas               |
| Nils Grönberg            | Benjamin             | -                                     |
| Andreas Rothlin-Svensson | Bertil Strand        | -                                     |
| Daniel Träff             | -                    | Editor de Web                         |
| Alexander Öhrstrand      | -                    | Policía Uniformado                    |
| Yngve Dahlberg           | -                    | Oficial de Policía                    |
| Robert Rhodin            | -                    | Oficial de Policía                    |
| Max Lapitskij            | -                    | Médico en Riga                        |
| Thomas Ritter            | -                    | Periodista Sueco                      |
| Keith Foster             | -                    | Periodista Británico                  |
| Catherine Graffte        | -                    | Periodista Francesa                   |
| Martin Rutegård          | -                    | Periodista de Redacción del Periódico |
| Jonas Lundgren           | -                    | Redactor                              |
| Malin Toverud            | -                    | Periodista en la Sala de Redacción    |
| Jonas Bobjörk            | -                    | Periodista en la Sala de Redacción    |
| Anna Lindmarker          | -                    | Presentadora                          |
| Fredrik Hammarström      | -                    | Pianista en el Banquete               |
| Sofia Rönnegård          | -                    | -                                     |

## Producción
La película fue dirigida por Peter Flinth, escrita por Pernilla Oljelund (en el guion) estuvo basada en las novelas de la escritora sueca Liza Marklund.
Fue producida por Jenny Gilbertsson, contó con la productora ejecutiva Anni Faurbye Fernandez y la productora de línea Susanne Tiger.
La música estuvo a cargo de Adam Nordén, mientras que cinematografía estuvo en manos de Eric Kress y la edición fue hecha por Søren B. Ebbe.
Estrenada el 2 de marzo del 2012 duró 1 hora con 30 minutos. El 28 de enero del 2013 la película fue estrenada durante el "Göteborg International Film Festival".	
Filmada en Nacka, Provincia de Estocolmo, Suecia.
Contó con la compañía productora "Yellow Bird", también contó con la participación de las compañías "Panorama film & teatereffekter" (en efectos especiales) y "Ljudligan" (en el sonido de posproducción). En el 2012 fue distribuida por "Zodiak Rights" por todo el mundo por todos los medios, por "Nordisk Film" en el cine en Suecia, por "Katholieke Radio Omroep (KRO)" en televisión y por "Lumière Home Entertainment" en DVD en los Países Bajos, así como "Rialto Distribution" en Australia y Nueva Zelanda por todos los medios. 

### Emisión en otros países
| País          | Título                                          | Fecha de Estreno                                            |
| ------------- | ----------------------------------------------- | ----------------------------------------------------------- |
| Alemania      | Ein Fall für Annika Bengtzon: Nobels Testament  | 28 de marzo de 2013                                         |
| Australia     | Last Will                                       | 23 de agosto de 2012                                        |
| Corea del Sur | -                                               | 29 de noviembre de 2012                                     |
| Dinamarca     | -                                               | 7 de junio de 2012                                          |
| España        | Annika Bengtzon: El testamento del Nobel        | 21 de julio de 2014 (estreno en televisión)                 |
| Finlandia     | Nobelin testamentti                             | 9 de marzo de 2012                                          |
| Hungría       | Nobel végakarata                                | 19 de diciembre de 2014 (estreno en televisión)             |
| Islandia      | -                                               | 30 de noviembre de 2012                                     |
| Italia        | Annika: Crime reporter - Il testamento di Nobel | 5 de diciembre de 2013 (estreno en televisión)              |
| Japón         | -                                               | 3 de diciembre de 2013 (durante el "Swedish Film Festival") |
| Noruega       | -                                               | 16 de marzo de 2012                                         |
| Nueva Zelanda | -                                               | 31 de mayo de 2012                                          |
| Países Bajos  | -                                               | 8 de junio de 2012 (estreno en televisión)                  |
| Rusia         | Последнее завещание Нобеля                      | 12 de abril de 2012                                         |
| Serbia        | Nobelov testament                               | 31 de mayo de 2012                                          |
| Ucrania       | Останнiй заповiт Нобеля                         | 12 de abril de 2012                                         |